# Lista di asteroidi (771001-772000)
Di seguito una lista di asteroidi dal numero 771001  al 772000 con data di scoperta e scopritore.

## 771001–771100
| Nome   | Designazione provvisoria | Data di scoperta  | Scopritore            |
| ------ | ------------------------ | ----------------- | --------------------- |
| 771001 | 2016 CB359               | 11 febbraio 2016  | Pan-STARRS            |
| 771002 | 2016 CW366               | 11 febbraio 2016  | Pan-STARRS            |
| 771003 | 2016 CE371               | 10 febbraio 2016  | Mount Lemmon Survey   |
| 771004 | 2016 CL371               | 22 gennaio 2015   | Pan-STARRS            |
| 771005 | 2016 CM371               | 2 febbraio 2016   | Pan-STARRS            |
| 771006 | 2016 CB372               | 5 febbraio 2016   | Pan-STARRS            |
| 771007 | 2016 CN372               | 5 febbraio 2016   | Pan-STARRS            |
| 771008 | 2016 CW374               | 20 gennaio 2015   | Mount Lemmon Survey   |
| 771009 | 2016 CJ376               | 5 febbraio 2016   | Pan-STARRS            |
| 771010 | 2016 CM378               | 15 agosto 2013    | Pan-STARRS            |
| 771011 | 2016 CW378               | 9 agosto 2013     | Pan-STARRS            |
| 771012 | 2016 CZ378               | 10 febbraio 2016  | Pan-STARRS            |
| 771013 | 2016 CF381               | 10 febbraio 2016  | Pan-STARRS            |
| 771014 | 2016 CR383               | 3 febbraio 2016   | Pan-STARRS            |
| 771015 | 2016 CL386               | 4 febbraio 2016   | Pan-STARRS            |
| 771016 | 2016 CX387               | 1 febbraio 2016   | Pan-STARRS            |
| 771017 | 2016 CN388               | 10 febbraio 2016  | Pan-STARRS            |
| 771018 | 2016 CQ396               | 28 ottobre 2014   | Mount Lemmon Survey   |
| 771019 | 2016 CY398               | 5 febbraio 2016   | Pan-STARRS            |
| 771020 | 2016 CE400               | 5 febbraio 2016   | Pan-STARRS            |
| 771021 | 2016 CF400               | 11 febbraio 2016  | Pan-STARRS            |
| 771022 | 2016 CR407               | 3 febbraio 2016   | Pan-STARRS            |
| 771023 | 2016 CC408               | 17 novembre 2014  | Pan-STARRS            |
| 771024 | 2016 CF408               | 10 febbraio 2016  | Pan-STARRS            |
| 771025 | 2016 CJ408               | 17 gennaio 2016   | Pan-STARRS            |
| 771026 | 2016 CQ408               | 17 aprile 2013    | Pan-STARRS            |
| 771027 | 2016 CV411               | 6 febbraio 2016   | Pan-STARRS            |
| 771028 | 2016 CA412               | 11 febbraio 2016  | Pan-STARRS            |
| 771029 | 2016 CG412               | 5 febbraio 2016   | Pan-STARRS            |
| 771030 | 2016 CA430               | 11 febbraio 2016  | Pan-STARRS            |
| 771031 | 2016 DZ2                 | 5 febbraio 2011   | Mount Lemmon Survey   |
| 771032 | 2016 DO12                | 10 marzo 2011     | Spacewatch            |
| 771033 | 2016 DU29                | 29 febbraio 2016  | Pan-STARRS            |
| 771034 | 2016 DR30                | 4 aprile 2011     | Spacewatch            |
| 771035 | 2016 DH33                | 10 febbraio 2011  | Mount Lemmon Survey   |
| 771036 | 2016 DT33                | 3 aprile 2011     | Pan-STARRS            |
| 771037 | 2016 DF34                | 26 novembre 2014  | Pan-STARRS            |
| 771038 | 2016 DJ34                | 28 ottobre 2014   | Pan-STARRS            |
| 771039 | 2016 DN34                | 28 febbraio 2016  | Mount Lemmon Survey   |
| 771040 | 2016 DB40                | 28 febbraio 2016  | Mount Lemmon Survey   |
| 771041 | 2016 DL43                | 29 febbraio 2016  | Pan-STARRS            |
| 771042 | 2016 DX43                | 29 febbraio 2016  | Pan-STARRS            |
| 771043 | 2016 ER6                 | 13 aprile 2013    | Pan-STARRS            |
| 771044 | 2016 EB9                 | 25 agosto 2014    | Pan-STARRS            |
| 771045 | 2016 EM10                | 11 febbraio 2016  | Pan-STARRS            |
| 771046 | 2016 EY10                | 3 febbraio 2016   | Pan-STARRS            |
| 771047 | 2016 EV15                | 22 aprile 2011    | Spacewatch            |
| 771048 | 2016 EP16                | 3 marzo 2016      | Pan-STARRS            |
| 771049 | 2016 ET16                | 11 febbraio 2016  | Pan-STARRS            |
| 771050 | 2016 EZ18                | 3 marzo 2016      | Pan-STARRS            |
| 771051 | 2016 EN23                | 26 novembre 2014  | Pan-STARRS            |
| 771052 | 2016 ER23                | 9 maggio 2011     | Mount Lemmon Survey   |
| 771053 | 2016 EE30                | 28 novembre 2014  | Spacewatch            |
| 771054 | 2016 EN31                | 9 ottobre 2007    | Mount Lemmon Survey   |
| 771055 | 2016 EO31                | 8 gennaio 2016    | Pan-STARRS            |
| 771056 | 2016 EQ31                | 30 aprile 2012    | Spacewatch            |
| 771057 | 2016 ES31                | 2 maggio 2006     | Mount Lemmon Survey   |
| 771058 | 2016 EY33                | 3 marzo 2016      | Pan-STARRS            |
| 771059 | 2016 EH37                | 24 agosto 2012    | Spacewatch            |
| 771060 | 2016 EL38                | 29 ottobre 2014   | Pan-STARRS            |
| 771061 | 2016 ET40                | 4 gennaio 2016    | Pan-STARRS            |
| 771062 | 2016 ES41                | 7 gennaio 2016    | Pan-STARRS            |
| 771063 | 2016 EX43                | 4 marzo 2016      | Pan-STARRS            |
| 771064 | 2016 EU46                | 4 marzo 2016      | Pan-STARRS            |
| 771065 | 2016 ED47                | 1 maggio 2011     | Pan-STARRS            |
| 771066 | 2016 ER47                | 28 aprile 2011    | Spacewatch            |
| 771067 | 2016 EB49                | 2 gennaio 2009    | Spacewatch            |
| 771068 | 2016 EG51                | 4 marzo 2016      | Pan-STARRS            |
| 771069 | 2016 EA61                | 14 settembre 2013 | Pan-STARRS            |
| 771070 | 2016 EG65                | 4 marzo 2016      | Pan-STARRS            |
| 771071 | 2016 EJ68                | 12 agosto 2013    | Pan-STARRS            |
| 771072 | 2016 ED71                | 26 gennaio 2006   | Mount Lemmon Survey   |
| 771073 | 2016 ER71                | 19 settembre 2014 | Pan-STARRS            |
| 771074 | 2016 ED74                | 17 novembre 2014  | Mount Lemmon Survey   |
| 771075 | 2016 EY75                | 11 febbraio 2011  | Mount Lemmon Survey   |
| 771076 | 2016 EH83                | 13 gennaio 2016   | Pan-STARRS            |
| 771077 | 2016 EM83                | 13 dicembre 2010  | L. Wells, M. Micheli  |
| 771078 | 2016 EB84                | 8 dicembre 2010   | Mount Lemmon Survey   |
| 771079 | 2016 EG87                | 29 dicembre 2011  | Spacewatch            |
| 771080 | 2016 EH91                | 3 marzo 2016      | Mount Lemmon Survey   |
| 771081 | 2016 EM91                | 16 ottobre 2003   | Spacewatch            |
| 771082 | 2016 EO91                | 6 settembre 2013  | Mount Lemmon Survey   |
| 771083 | 2016 ER91                | 7 marzo 2016      | Pan-STARRS            |
| 771084 | 2016 EY92                | 14 maggio 2012    | Pan-STARRS            |
| 771085 | 2016 EZ92                | 7 marzo 2016      | Pan-STARRS            |
| 771086 | 2016 EQ94                | 7 marzo 2016      | Pan-STARRS            |
| 771087 | 2016 ED95                | 7 marzo 2016      | Pan-STARRS            |
| 771088 | 2016 EZ95                | 3 febbraio 2016   | Pan-STARRS            |
| 771089 | 2016 EG96                | 24 novembre 2014  | Mount Lemmon Survey   |
| 771090 | 2016 EL96                | 7 marzo 2016      | Pan-STARRS            |
| 771091 | 2016 EU96                | 3 febbraio 2016   | Pan-STARRS            |
| 771092 | 2016 EZ96                | 17 novembre 2014  | Pan-STARRS            |
| 771093 | 2016 ER99                | 21 dicembre 2008  | Spacewatch            |
| 771094 | 2016 EU99                | 4 febbraio 2016   | Pan-STARRS            |
| 771095 | 2016 EJ100               | 26 novembre 2014  | Pan-STARRS            |
| 771096 | 2016 EX101               | 31 ottobre 2008   | Spacewatch            |
| 771097 | 2016 EC102               | 24 marzo 2011     | Z. Kuli, K. Sárneczky |
| 771098 | 2016 ED102               | 14 settembre 2013 | Pan-STARRS            |
| 771099 | 2016 EA103               | 11 febbraio 2016  | Pan-STARRS            |
| 771100 | 2016 ES103               | 4 febbraio 2016   | Pan-STARRS            |

## 771101–771200
| Nome   | Designazione provvisoria | Data di scoperta  | Scopritore          |
| ------ | ------------------------ | ----------------- | ------------------- |
| 771101 | 2016 EX103               | 23 agosto 2014    | Pan-STARRS          |
| 771102 | 2016 EQ104               | 14 gennaio 2015   | Pan-STARRS          |
| 771103 | 2016 EQ106               | 13 gennaio 2011   | Spacewatch          |
| 771104 | 2016 EH107               | 7 marzo 2016      | Pan-STARRS          |
| 771105 | 2016 EP112               | 25 febbraio 2006  | Mount Lemmon Survey |
| 771106 | 2016 EV116               | 21 maggio 2012    | Mount Lemmon Survey |
| 771107 | 2016 EO120               | 3 febbraio 2016   | Pan-STARRS          |
| 771108 | 2016 EV121               | 25 settembre 2013 | Mount Lemmon Survey |
| 771109 | 2016 ES134               | 18 settembre 2014 | Pan-STARRS          |
| 771110 | 2016 ED135               | 20 ottobre 2007   | Spacewatch          |
| 771111 | 2016 EM135               | 19 novembre 2008  | Spacewatch          |
| 771112 | 2016 ES135               | 10 marzo 2016     | Pan-STARRS          |
| 771113 | 2016 EQ136               | 1 marzo 2016      | Pan-STARRS          |
| 771114 | 2016 EH138               | 12 giugno 2011    | Mount Lemmon Survey |
| 771115 | 2016 ES141               | 7 gennaio 2006    | Spacewatch          |
| 771116 | 2016 EU148               | 18 febbraio 2010  | Spacewatch          |
| 771117 | 2016 EC150               | 10 marzo 2016     | Pan-STARRS          |
| 771118 | 2016 EK150               | 6 marzo 2016      | Pan-STARRS          |
| 771119 | 2016 EC151               | 26 febbraio 2009  | Spacewatch          |
| 771120 | 2016 EB152               | 10 marzo 2016     | Pan-STARRS          |
| 771121 | 2016 EP159               | 14 gennaio 2011   | Mount Lemmon Survey |
| 771122 | 2016 ER160               | 5 aprile 2005     | Mount Lemmon Survey |
| 771123 | 2016 EV160               | 25 ottobre 2014   | Mount Lemmon Survey |
| 771124 | 2016 EL168               | 18 gennaio 2016   | Pan-STARRS          |
| 771125 | 2016 EO171               | 7 novembre 2002   | Kitt Peak Obs.      |
| 771126 | 2016 EU179               | 1 ottobre 2013    | Spacewatch          |
| 771127 | 2016 EA180               | 2 aprile 2011     | Mount Lemmon Survey |
| 771128 | 2016 EM180               | 28 gennaio 2011   | Spacewatch          |
| 771129 | 2016 ES185               | 17 novembre 2014  | Pan-STARRS          |
| 771130 | 2016 ET186               | 16 dicembre 2014  | Pan-STARRS          |
| 771131 | 2016 EV188               | 30 ottobre 2014   | Mount Lemmon Survey |
| 771132 | 2016 EQ189               | 13 marzo 2016     | Pan-STARRS          |
| 771133 | 2016 ET193               | 21 aprile 2012    | Spacewatch          |
| 771134 | 2016 ER197               | 15 agosto 2013    | Pan-STARRS          |
| 771135 | 2016 EJ207               | 12 marzo 2016     | Pan-STARRS          |
| 771136 | 2016 EA208               | 10 giugno 2011    | Mount Lemmon Survey |
| 771137 | 2016 EP208               | 1 aprile 2011     | Mount Lemmon Survey |
| 771138 | 2016 EL210               | 6 maggio 2006     | Mount Lemmon Survey |
| 771139 | 2016 EX210               | 12 ottobre 2013   | Spacewatch          |
| 771140 | 2016 EZ214               | 15 marzo 2016     | Mount Lemmon Survey |
| 771141 | 2016 EQ215               | 24 agosto 2012    | Spacewatch          |
| 771142 | 2016 EE216               | 10 marzo 2016     | Pan-STARRS          |
| 771143 | 2016 EN216               | 11 marzo 2016     | Pan-STARRS          |
| 771144 | 2016 EL218               | 3 ottobre 2013    | Mount Lemmon Survey |
| 771145 | 2016 EH219               | 21 ottobre 2008   | Spacewatch          |
| 771146 | 2016 EJ219               | 10 marzo 2007     | Mount Lemmon Survey |
| 771147 | 2016 EA220               | 14 settembre 2007 | Mount Lemmon Survey |
| 771148 | 2016 EL220               | 5 marzo 2016      | Pan-STARRS          |
| 771149 | 2016 EP221               | 9 settembre 2007  | Mount Lemmon Survey |
| 771150 | 2016 ET223               | 8 ottobre 2008    | Mount Lemmon Survey |
| 771151 | 2016 EB224               | 4 aprile 2011     | Mount Lemmon Survey |
| 771152 | 2016 EA225               | 10 marzo 2016     | Pan-STARRS          |
| 771153 | 2016 EX225               | 5 marzo 2016      | Pan-STARRS          |
| 771154 | 2016 EF227               | 13 marzo 2016     | Pan-STARRS          |
| 771155 | 2016 EG227               | 13 marzo 2016     | Pan-STARRS          |
| 771156 | 2016 EN229               | 18 luglio 2012    | CSS                 |
| 771157 | 2016 EA230               | 14 agosto 2013    | Pan-STARRS          |
| 771158 | 2016 EB230               | 1 marzo 2016      | Pan-STARRS          |
| 771159 | 2016 EL231               | 6 ottobre 2008    | Mount Lemmon Survey |
| 771160 | 2016 EX231               | 3 marzo 2016      | Pan-STARRS          |
| 771161 | 2016 EF232               | 26 novembre 2014  | Pan-STARRS          |
| 771162 | 2016 EL232               | 4 marzo 2016      | Pan-STARRS          |
| 771163 | 2016 EL233               | 2 ottobre 2013    | Mount Lemmon Survey |
| 771164 | 2016 EL234               | 15 gennaio 2015   | Mount Lemmon Survey |
| 771165 | 2016 EN234               | 4 marzo 2016      | Pan-STARRS          |
| 771166 | 2016 EN235               | 4 marzo 2016      | Pan-STARRS          |
| 771167 | 2016 EX235               | 24 ottobre 2013   | Mount Lemmon Survey |
| 771168 | 2016 EJ236               | 20 dicembre 2014  | Spacewatch          |
| 771169 | 2016 EY236               | 21 dicembre 2014  | Pan-STARRS          |
| 771170 | 2016 EW237               | 9 novembre 2013   | Pan-STARRS          |
| 771171 | 2016 EH238               | 9 maggio 2011     | Mount Lemmon Survey |
| 771172 | 2016 EQ238               | 7 marzo 2016      | Pan-STARRS          |
| 771173 | 2016 EE240               | 28 novembre 2014  | Pan-STARRS          |
| 771174 | 2016 ER240               | 12 agosto 2013    | Pan-STARRS          |
| 771175 | 2016 ES240               | 10 marzo 2016     | Pan-STARRS          |
| 771176 | 2016 EY240               | 22 maggio 2011    | Mount Lemmon Survey |
| 771177 | 2016 EB241               | 10 marzo 2016     | Pan-STARRS          |
| 771178 | 2016 EC241               | 29 dicembre 2014  | Pan-STARRS          |
| 771179 | 2016 EP242               | 10 marzo 2016     | Pan-STARRS          |
| 771180 | 2016 EB243               | 24 settembre 2013 | Mount Lemmon Survey |
| 771181 | 2016 EO243               | 10 marzo 2016     | Pan-STARRS          |
| 771182 | 2016 ES243               | 21 dicembre 2014  | Pan-STARRS          |
| 771183 | 2016 EW244               | 3 maggio 2011     | Spacewatch          |
| 771184 | 2016 EL245               | 21 maggio 2011    | Mount Lemmon Survey |
| 771185 | 2016 EL248               | 1 maggio 2011     | Pan-STARRS          |
| 771186 | 2016 EV250               | 13 marzo 2016     | Pan-STARRS          |
| 771187 | 2016 EO251               | 2 marzo 2016      | Pan-STARRS          |
| 771188 | 2016 EV253               | 7 marzo 2016      | Pan-STARRS          |
| 771189 | 2016 ER257               | 12 marzo 2016     | Mount Lemmon Survey |
| 771190 | 2016 EC260               | 7 marzo 2016      | Pan-STARRS          |
| 771191 | 2016 EB261               | 12 marzo 2016     | Pan-STARRS          |
| 771192 | 2016 EX262               | 5 marzo 2016      | Pan-STARRS          |
| 771193 | 2016 EO263               | 10 marzo 2016     | Pan-STARRS          |
| 771194 | 2016 ET264               | 10 marzo 2016     | Mount Lemmon Survey |
| 771195 | 2016 EZ265               | 4 marzo 2016      | Pan-STARRS          |
| 771196 | 2016 EM267               | 6 marzo 2016      | Pan-STARRS          |
| 771197 | 2016 EQ267               | 11 marzo 2016     | Pan-STARRS          |
| 771198 | 2016 EV268               | 3 marzo 2016      | Pan-STARRS          |
| 771199 | 2016 EJ271               | 10 marzo 2016     | Pan-STARRS          |
| 771200 | 2016 ED272               | 7 marzo 2016      | Pan-STARRS          |

## 771201–771300
| Nome   | Designazione provvisoria | Data di scoperta  | Scopritore          |
| ------ | ------------------------ | ----------------- | ------------------- |
| 771201 | 2016 EL272               | 1 marzo 2016      | Pan-STARRS          |
| 771202 | 2016 EG274               | 11 marzo 2016     | Pan-STARRS          |
| 771203 | 2016 EW274               | 10 marzo 2016     | Mount Lemmon Survey |
| 771204 | 2016 EE275               | 19 settembre 2001 | Spacewatch          |
| 771205 | 2016 EK275               | 14 marzo 2016     | Mount Lemmon Survey |
| 771206 | 2016 EX279               | 11 marzo 2016     | Mount Lemmon Survey |
| 771207 | 2016 EJ281               | 4 marzo 2016      | Pan-STARRS          |
| 771208 | 2016 EK281               | 1 marzo 2016      | Pan-STARRS          |
| 771209 | 2016 EM281               | 12 marzo 2016     | Pan-STARRS          |
| 771210 | 2016 EN281               | 1 marzo 2016      | Pan-STARRS          |
| 771211 | 2016 EC285               | 6 marzo 2016      | Pan-STARRS          |
| 771212 | 2016 ER288               | 4 marzo 2016      | Pan-STARRS          |
| 771213 | 2016 EU289               | 12 marzo 2016     | Pan-STARRS          |
| 771214 | 2016 ET290               | 5 marzo 2016      | Pan-STARRS          |
| 771215 | 2016 EV291               | 4 marzo 2016      | Pan-STARRS          |
| 771216 | 2016 EW291               | 10 marzo 2016     | Pan-STARRS          |
| 771217 | 2016 EF292               | 7 marzo 2016      | Pan-STARRS          |
| 771218 | 2016 EQ292               | 11 dicembre 2014  | Mount Lemmon Survey |
| 771219 | 2016 EJ293               | 3 marzo 2016      | Pan-STARRS          |
| 771220 | 2016 EO293               | 10 marzo 2016     | Pan-STARRS          |
| 771221 | 2016 EQ293               | 10 marzo 2016     | Pan-STARRS          |
| 771222 | 2016 EY294               | 10 marzo 2016     | Pan-STARRS          |
| 771223 | 2016 EH296               | 6 marzo 2016      | Pan-STARRS          |
| 771224 | 2016 EO297               | 7 marzo 2016      | Pan-STARRS          |
| 771225 | 2016 EZ299               | 1 marzo 2016      | Pan-STARRS          |
| 771226 | 2016 ED300               | 12 marzo 2016     | Pan-STARRS          |
| 771227 | 2016 EU300               | 4 marzo 2016      | Pan-STARRS          |
| 771228 | 2016 ED301               | 17 gennaio 2015   | Pan-STARRS          |
| 771229 | 2016 EU301               | 13 marzo 2016     | Pan-STARRS          |
| 771230 | 2016 EN302               | 13 marzo 2016     | Pan-STARRS          |
| 771231 | 2016 EB303               | 4 marzo 2016      | Pan-STARRS          |
| 771232 | 2016 EF303               | 22 gennaio 2015   | Pan-STARRS          |
| 771233 | 2016 EY305               | 15 marzo 2016     | Mount Lemmon Survey |
| 771234 | 2016 EA306               | 7 marzo 2016      | Pan-STARRS          |
| 771235 | 2016 ER309               | 11 marzo 2016     | Mount Lemmon Survey |
| 771236 | 2016 EP311               | 14 marzo 2016     | Mount Lemmon Survey |
| 771237 | 2016 EZ311               | 1 marzo 2016      | Pan-STARRS          |
| 771238 | 2016 EH312               | 17 gennaio 2015   | Mount Lemmon Survey |
| 771239 | 2016 EW312               | 14 settembre 2013 | Pan-STARRS          |
| 771240 | 2016 EM314               | 26 ottobre 2013   | Spacewatch          |
| 771241 | 2016 EB316               | 24 ottobre 2013   | Mount Lemmon Survey |
| 771242 | 2016 ET319               | 12 marzo 2016     | Pan-STARRS          |
| 771243 | 2016 EB335               | 13 marzo 2016     | Pan-STARRS          |
| 771244 | 2016 EM335               | 13 ottobre 2013   | Mount Lemmon Survey |
| 771245 | 2016 EJ336               | 1 marzo 2016      | Pan-STARRS          |
| 771246 | 2016 ES336               | 7 aprile 2011     | Spacewatch          |
| 771247 | 2016 EV336               | 18 novembre 2008  | Spacewatch          |
| 771248 | 2016 EP339               | 12 marzo 2016     | Pan-STARRS          |
| 771249 | 2016 EL348               | 15 marzo 2016     | Pan-STARRS          |
| 771250 | 2016 EX351               | 27 aprile 2011    | Spacewatch          |
| 771251 | 2016 EP352               | 15 marzo 2016     | Mount Lemmon Survey |
| 771252 | 2016 EW353               | 14 marzo 2016     | Mount Lemmon Survey |
| 771253 | 2016 EZ357               | 4 marzo 2016      | Pan-STARRS          |
| 771254 | 2016 EQ376               | 11 marzo 2016     | Spacewatch          |
| 771255 | 2016 FO                  | 11 marzo 2016     | Pan-STARRS          |
| 771256 | 2016 FU2                 | 6 aprile 2011     | Mount Lemmon Survey |
| 771257 | 2016 FS15                | 25 gennaio 2006   | Spacewatch          |
| 771258 | 2016 FY16                | 29 marzo 2016     | Pan-STARRS          |
| 771259 | 2016 FX22                | 20 ottobre 2008   | Mount Lemmon Survey |
| 771260 | 2016 FR24                | 14 agosto 2013    | Pan-STARRS          |
| 771261 | 2016 FS24                | 24 ottobre 2014   | Spacewatch          |
| 771262 | 2016 FV24                | 23 ottobre 2013   | Mount Lemmon Survey |
| 771263 | 2016 FR27                | 31 marzo 2016     | Mount Lemmon Survey |
| 771264 | 2016 FU29                | 21 dicembre 2014  | Pan-STARRS          |
| 771265 | 2016 FG30                | 23 ottobre 2013   | Mount Lemmon Survey |
| 771266 | 2016 FN34                | 21 settembre 2012 | Mount Lemmon Survey |
| 771267 | 2016 FT35                | 10 marzo 2016     | Pan-STARRS          |
| 771268 | 2016 FJ37                | 8 marzo 2005      | Mount Lemmon Survey |
| 771269 | 2016 FV39                | 19 settembre 2003 | Spacewatch          |
| 771270 | 2016 FD40                | 5 ottobre 2013    | Pan-STARRS          |
| 771271 | 2016 FH40                | 30 marzo 2016     | Pan-STARRS          |
| 771272 | 2016 FP41                | 21 novembre 2014  | Pan-STARRS          |
| 771273 | 2016 FM45                | 10 marzo 2016     | Pan-STARRS          |
| 771274 | 2016 FU48                | 31 marzo 2016     | Pan-STARRS          |
| 771275 | 2016 FO49                | 1 marzo 2011      | Mount Lemmon Survey |
| 771276 | 2016 FU50                | 18 settembre 2012 | Spacewatch          |
| 771277 | 2016 FK51                | 5 ottobre 2013    | Pan-STARRS          |
| 771278 | 2016 FG55                | 30 gennaio 2006   | Spacewatch          |
| 771279 | 2016 FL56                | 27 ottobre 2013   | Pan-STARRS          |
| 771280 | 2016 FY61                | 16 marzo 2016     | Pan-STARRS          |
| 771281 | 2016 FW62                | 31 marzo 2016     | Pan-STARRS          |
| 771282 | 2016 FJ63                | 30 marzo 2016     | Pan-STARRS          |
| 771283 | 2016 FY63                | 18 marzo 2016     | Mount Lemmon Survey |
| 771284 | 2016 FW65                | 21 dicembre 2014  | Pan-STARRS          |
| 771285 | 2016 FO66                | 16 gennaio 2015   | Mount Lemmon Survey |
| 771286 | 2016 FB67                | 21 dicembre 2014  | Pan-STARRS          |
| 771287 | 2016 FF67                | 29 dicembre 2014  | Pan-STARRS          |
| 771288 | 2016 FT68                | 31 marzo 2016     | Pan-STARRS          |
| 771289 | 2016 FA74                | 14 marzo 2016     | W. Bickel           |
| 771290 | 2016 FD77                | 16 marzo 2016     | Pan-STARRS          |
| 771291 | 2016 FF77                | 16 marzo 2016     | Pan-STARRS          |
| 771292 | 2016 FK77                | 16 marzo 2016     | Pan-STARRS          |
| 771293 | 2016 FT77                | 27 marzo 2016     | Mount Lemmon Survey |
| 771294 | 2016 FA78                | 30 marzo 2016     | Pan-STARRS          |
| 771295 | 2016 FE78                | 28 marzo 2016     | Mount Lemmon Survey |
| 771296 | 2016 FF79                | 20 novembre 2014  | Mount Lemmon Survey |
| 771297 | 2016 FA82                | 16 marzo 2016     | Pan-STARRS          |
| 771298 | 2016 FD82                | 27 marzo 2016     | Mount Lemmon Survey |
| 771299 | 2016 FS83                | 31 marzo 2016     | Pan-STARRS          |
| 771300 | 2016 FT83                | 31 marzo 2016     | Pan-STARRS          |

## 771301–771400
| Nome   | Designazione provvisoria | Data di scoperta  | Scopritore            |
| ------ | ------------------------ | ----------------- | --------------------- |
| 771301 | 2016 FU86                | 21 dicembre 2014  | Pan-STARRS            |
| 771302 | 2016 FP98                | 16 marzo 2016     | Pan-STARRS            |
| 771303 | 2016 FP99                | 16 marzo 2016     | Pan-STARRS            |
| 771304 | 2016 FY100               | 18 gennaio 2015   | Mount Lemmon Survey   |
| 771305 | 2016 FH101               | 30 marzo 2016     | Pan-STARRS            |
| 771306 | 2016 FJ128               | 28 marzo 2016     | CTIO-DECam            |
| 771307 | 2016 FZ129               | 10 ottobre 2008   | Mount Lemmon Survey   |
| 771308 | 2016 FM150               | 28 marzo 2016     | CTIO-DECam            |
| 771309 | 2016 FS151               | 28 marzo 2016     | CTIO-DECam            |
| 771310 | 2016 FJ165               | 17 novembre 2007  | Spacewatch            |
| 771311 | 2016 FM173               | 31 marzo 2016     | Pan-STARRS            |
| 771312 | 2016 FL192               | 17 marzo 2016     | Mount Lemmon Survey   |
| 771313 | 2016 GD13                | 1 aprile 2016     | Mount Lemmon Survey   |
| 771314 | 2016 GE13                | 23 settembre 2008 | Mount Lemmon Survey   |
| 771315 | 2016 GR13                | 23 ottobre 2008   | Mount Lemmon Survey   |
| 771316 | 2016 GR18                | 10 marzo 2016     | Pan-STARRS            |
| 771317 | 2016 GR21                | 3 ottobre 2013    | Pan-STARRS            |
| 771318 | 2016 GS23                | 26 dicembre 2009  | Spacewatch            |
| 771319 | 2016 GK28                | 12 aprile 2013    | Pan-STARRS            |
| 771320 | 2016 GR35                | 5 ottobre 2013    | Mount Lemmon Survey   |
| 771321 | 2016 GC36                | 26 novembre 2014  | Pan-STARRS            |
| 771322 | 2016 GS36                | 28 settembre 2003 | Spacewatch            |
| 771323 | 2016 GB38                | 21 novembre 2008  | Spacewatch            |
| 771324 | 2016 GT40                | 18 gennaio 2016   | Pan-STARRS            |
| 771325 | 2016 GL41                | 1 settembre 2013  | Pan-STARRS            |
| 771326 | 2016 GO41                | 13 marzo 2016     | Pan-STARRS            |
| 771327 | 2016 GJ42                | 10 marzo 2016     | Pan-STARRS            |
| 771328 | 2016 GG44                | 2 novembre 2007   | Mount Lemmon Survey   |
| 771329 | 2016 GO46                | 12 dicembre 2014  | M. Altmann, T. Prusti |
| 771330 | 2016 GE49                | 1 novembre 2013   | Mount Lemmon Survey   |
| 771331 | 2016 GO50                | 24 settembre 2013 | Mount Lemmon Survey   |
| 771332 | 2016 GO51                | 1 aprile 2016     | Pan-STARRS            |
| 771333 | 2016 GP51                | 4 marzo 2016      | Pan-STARRS            |
| 771334 | 2016 GT60                | 13 marzo 2016     | Pan-STARRS            |
| 771335 | 2016 GK61                | 4 febbraio 2005   | Mount Lemmon Survey   |
| 771336 | 2016 GG62                | 10 marzo 2016     | Pan-STARRS            |
| 771337 | 2016 GV69                | 5 ottobre 2013    | Pan-STARRS            |
| 771338 | 2016 GP73                | 12 ottobre 2007   | Spacewatch            |
| 771339 | 2016 GH74                | 10 marzo 2016     | Pan-STARRS            |
| 771340 | 2016 GZ74                | 31 marzo 2016     | Mount Lemmon Survey   |
| 771341 | 2016 GU79                | 9 novembre 2013   | Mount Lemmon Survey   |
| 771342 | 2016 GJ81                | 1 settembre 2013  | Mount Lemmon Survey   |
| 771343 | 2016 GL84                | 8 maggio 2011     | Mount Lemmon Survey   |
| 771344 | 2016 GR84                | 17 dicembre 2007  | Mount Lemmon Survey   |
| 771345 | 2016 GR85                | 1 aprile 2016     | Pan-STARRS            |
| 771346 | 2016 GS86                | 20 aprile 2009    | Spacewatch            |
| 771347 | 2016 GR88                | 1 giugno 2011     | W. Bickel             |
| 771348 | 2016 GW88                | 13 settembre 2013 | Mount Lemmon Survey   |
| 771349 | 2016 GY90                | 23 settembre 2008 | Mount Lemmon Survey   |
| 771350 | 2016 GC91                | 17 febbraio 2010  | Spacewatch            |
| 771351 | 2016 GO91                | 13 febbraio 2010  | Mount Lemmon Survey   |
| 771352 | 2016 GM93                | 18 maggio 2013    | Mount Lemmon Survey   |
| 771353 | 2016 GH98                | 6 novembre 2005   | Spacewatch            |
| 771354 | 2016 GN98                | 18 novembre 2008  | Spacewatch            |
| 771355 | 2016 GV99                | 3 ottobre 2013    | Spacewatch            |
| 771356 | 2016 GV104               | 1 aprile 2016     | Pan-STARRS            |
| 771357 | 2016 GW105               | 10 marzo 2016     | Pan-STARRS            |
| 771358 | 2016 GV108               | 27 maggio 2009    | Mount Lemmon Survey   |
| 771359 | 2016 GE109               | 12 settembre 2007 | Mount Lemmon Survey   |
| 771360 | 2016 GM109               | 6 gennaio 2010    | Mount Lemmon Survey   |
| 771361 | 2016 GV109               | 11 marzo 2016     | Pan-STARRS            |
| 771362 | 2016 GY113               | 13 gennaio 2015   | Pan-STARRS            |
| 771363 | 2016 GZ113               | 14 settembre 2013 | Pan-STARRS            |
| 771364 | 2016 GP117               | 6 giugno 2011     | Pan-STARRS            |
| 771365 | 2016 GM123               | 15 febbraio 2010  | Spacewatch            |
| 771366 | 2016 GZ125               | 23 gennaio 2006   | Spacewatch            |
| 771367 | 2016 GH126               | 16 aprile 2005    | Spacewatch            |
| 771368 | 2016 GO127               | 17 gennaio 2015   | Mount Lemmon Survey   |
| 771369 | 2016 GV128               | 29 dicembre 2014  | Pan-STARRS            |
| 771370 | 2016 GU129               | 6 ottobre 2008    | Spacewatch            |
| 771371 | 2016 GP130               | 21 novembre 2014  | Pan-STARRS            |
| 771372 | 2016 GC137               | 10 marzo 2016     | Pan-STARRS            |
| 771373 | 2016 GH140               | 13 agosto 2012    | Pan-STARRS            |
| 771374 | 2016 GA142               | 8 gennaio 2016    | Pan-STARRS            |
| 771375 | 2016 GV146               | 9 ottobre 2008    | Mount Lemmon Survey   |
| 771376 | 2016 GT147               | 10 marzo 2016     | Pan-STARRS            |
| 771377 | 2016 GU147               | 27 ottobre 2008   | Spacewatch            |
| 771378 | 2016 GT149               | 9 maggio 2011     | Mount Lemmon Survey   |
| 771379 | 2016 GG150               | 14 settembre 2006 | Spacewatch            |
| 771380 | 2016 GR151               | 14 luglio 2013    | Pan-STARRS            |
| 771381 | 2016 GH153               | 3 aprile 2016     | Mount Lemmon Survey   |
| 771382 | 2016 GL154               | 3 aprile 2016     | Mount Lemmon Survey   |
| 771383 | 2016 GQ154               | 12 aprile 2011    | Mount Lemmon Survey   |
| 771384 | 2016 GM155               | 3 aprile 2016     | Mount Lemmon Survey   |
| 771385 | 2016 GY156               | 3 aprile 2016     | Pan-STARRS            |
| 771386 | 2016 GD157               | 2 novembre 2010   | Mount Lemmon Survey   |
| 771387 | 2016 GZ159               | 14 marzo 2016     | Mount Lemmon Survey   |
| 771388 | 2016 GC162               | 4 novembre 2013   | Mount Lemmon Survey   |
| 771389 | 2016 GP163               | 26 settembre 2013 | Mount Lemmon Survey   |
| 771390 | 2016 GD164               | 10 marzo 2016     | Pan-STARRS            |
| 771391 | 2016 GC165               | 9 ottobre 2010    | Spacewatch            |
| 771392 | 2016 GN166               | 14 marzo 2005     | Mount Lemmon Survey   |
| 771393 | 2016 GS166               | 6 aprile 2005     | Mount Lemmon Survey   |
| 771394 | 2016 GX166               | 21 gennaio 2015   | Pan-STARRS            |
| 771395 | 2016 GT167               | 17 gennaio 2015   | Pan-STARRS            |
| 771396 | 2016 GN170               | 8 novembre 2008   | Mount Lemmon Survey   |
| 771397 | 2016 GD171               | 28 ottobre 2014   | Pan-STARRS            |
| 771398 | 2016 GY172               | 3 aprile 2016     | Pan-STARRS            |
| 771399 | 2016 GO173               | 3 aprile 2016     | Pan-STARRS            |
| 771400 | 2016 GL174               | 17 gennaio 2015   | Pan-STARRS            |

## 771401–771500
| Nome   | Designazione provvisoria | Data di scoperta  | Scopritore            |
| ------ | ------------------------ | ----------------- | --------------------- |
| 771401 | 2016 GB176               | 25 settembre 2013 | CSS                   |
| 771402 | 2016 GD178               | 14 gennaio 2011   | Spacewatch            |
| 771403 | 2016 GN180               | 18 gennaio 2015   | Mount Lemmon Survey   |
| 771404 | 2016 GS181               | 23 gennaio 2011   | Mount Lemmon Survey   |
| 771405 | 2016 GW181               | 8 maggio 2011     | Spacewatch            |
| 771406 | 2016 GH182               | 29 dicembre 2014  | Pan-STARRS            |
| 771407 | 2016 GM182               | 14 settembre 2013 | Pan-STARRS            |
| 771408 | 2016 GF183               | 20 gennaio 2015   | Pan-STARRS            |
| 771409 | 2016 GG183               | 14 gennaio 2015   | Pan-STARRS            |
| 771410 | 2016 GU183               | 10 novembre 2013  | Mount Lemmon Survey   |
| 771411 | 2016 GA184               | 26 agosto 2012    | Pan-STARRS            |
| 771412 | 2016 GD185               | 22 gennaio 2015   | Pan-STARRS            |
| 771413 | 2016 GX187               | 3 novembre 2010   | Mount Lemmon Survey   |
| 771414 | 2016 GN194               | 9 novembre 2013   | Mount Lemmon Survey   |
| 771415 | 2016 GD197               | 27 settembre 2006 | Spacewatch            |
| 771416 | 2016 GP199               | 4 dicembre 2008   | Spacewatch            |
| 771417 | 2016 GJ202               | 13 maggio 2011    | Spacewatch            |
| 771418 | 2016 GO203               | 9 novembre 2013   | Mount Lemmon Survey   |
| 771419 | 2016 GG207               | 20 novembre 2014  | Pan-STARRS            |
| 771420 | 2016 GD208               | 11 febbraio 2016  | Pan-STARRS            |
| 771421 | 2016 GL208               | 11 febbraio 2016  | Pan-STARRS            |
| 771422 | 2016 GM208               | 5 febbraio 2016   | Pan-STARRS            |
| 771423 | 2016 GO208               | 6 agosto 2012     | Pan-STARRS            |
| 771424 | 2016 GJ211               | 31 marzo 2016     | Mount Lemmon Survey   |
| 771425 | 2016 GB212               | 14 settembre 2010 | Mount Lemmon Survey   |
| 771426 | 2016 GZ212               | 7 gennaio 2010    | Spacewatch            |
| 771427 | 2016 GJ222               | 17 settembre 2014 | Pan-STARRS            |
| 771428 | 2016 GB226               | 13 marzo 2016     | Pan-STARRS            |
| 771429 | 2016 GG227               | 22 novembre 2014  | Mount Lemmon Survey   |
| 771430 | 2016 GS230               | 28 novembre 2011  | Mount Lemmon Survey   |
| 771431 | 2016 GT232               | 14 aprile 2016    | Pan-STARRS            |
| 771432 | 2016 GG233               | 14 aprile 2016    | Mount Lemmon Survey   |
| 771433 | 2016 GF236               | 15 marzo 2015     | Pan-STARRS            |
| 771434 | 2016 GC245               | 15 febbraio 2010  | Spacewatch            |
| 771435 | 2016 GT250               | 4 marzo 2016      | Pan-STARRS            |
| 771436 | 2016 GX252               | 28 gennaio 2015   | Pan-STARRS            |
| 771437 | 2016 GS256               | 11 aprile 2016    | Pan-STARRS            |
| 771438 | 2016 GH257               | 5 aprile 2016     | Pan-STARRS            |
| 771439 | 2016 GB259               | 3 aprile 2016     | Pan-STARRS            |
| 771440 | 2016 GX259               | 20 gennaio 2015   | Pan-STARRS            |
| 771441 | 2016 GD261               | 2 ottobre 2013    | Pan-STARRS            |
| 771442 | 2016 GH262               | 16 dicembre 2014  | Pan-STARRS            |
| 771443 | 2016 GR262               | 9 marzo 2005      | Spacewatch            |
| 771444 | 2016 GT262               | 3 aprile 2016     | Pan-STARRS            |
| 771445 | 2016 GG264               | 20 gennaio 2015   | Mount Lemmon Survey   |
| 771446 | 2016 GM267               | 14 aprile 2016    | Pan-STARRS            |
| 771447 | 2016 GE268               | 2 febbraio 2006   | Mount Lemmon Survey   |
| 771448 | 2016 GE271               | 10 aprile 2016    | Pan-STARRS            |
| 771449 | 2016 GC272               | 1 aprile 2016     | Pan-STARRS            |
| 771450 | 2016 GG273               | 10 aprile 2016    | Pan-STARRS            |
| 771451 | 2016 GB274               | 3 aprile 2016     | Mount Lemmon Survey   |
| 771452 | 2016 GF274               | 3 aprile 2016     | Pan-STARRS            |
| 771453 | 2016 GX274               | 4 ottobre 2007    | Spacewatch            |
| 771454 | 2016 GA275               | 2 aprile 2016     | Mount Lemmon Survey   |
| 771455 | 2016 GF277               | 1 aprile 2016     | Pan-STARRS            |
| 771456 | 2016 GW277               | 15 aprile 2016    | M. Altmann, T. Prusti |
| 771457 | 2016 GS279               | 14 aprile 2016    | Pan-STARRS            |
| 771458 | 2016 GA280               | 14 aprile 2016    | Pan-STARRS            |
| 771459 | 2016 GE284               | 19 marzo 2010     | Mount Lemmon Survey   |
| 771460 | 2016 GJ284               | 1 aprile 2016     | Pan-STARRS            |
| 771461 | 2016 GH285               | 3 aprile 2016     | Pan-STARRS            |
| 771462 | 2016 GT285               | 1 aprile 2016     | Pan-STARRS            |
| 771463 | 2016 GF286               | 1 aprile 2016     | Mount Lemmon Survey   |
| 771464 | 2016 GG286               | 10 aprile 2016    | Pan-STARRS            |
| 771465 | 2016 GL287               | 29 settembre 2008 | Mount Lemmon Survey   |
| 771466 | 2016 GG288               | 12 aprile 2016    | Pan-STARRS            |
| 771467 | 2016 GP288               | 1 aprile 2016     | Pan-STARRS            |
| 771468 | 2016 GX290               | 3 aprile 2016     | Pan-STARRS            |
| 771469 | 2016 GP296               | 12 aprile 2016    | Pan-STARRS            |
| 771470 | 2016 GG298               | 3 aprile 2016     | Pan-STARRS            |
| 771471 | 2016 GX298               | 1 aprile 2016     | Pan-STARRS            |
| 771472 | 2016 GA300               | 10 aprile 2016    | Pan-STARRS            |
| 771473 | 2016 GB300               | 1 aprile 2016     | Pan-STARRS            |
| 771474 | 2016 GP301               | 10 aprile 2016    | Pan-STARRS            |
| 771475 | 2016 GS301               | 2 aprile 2016     | Mount Lemmon Survey   |
| 771476 | 2016 GG302               | 14 aprile 2016    | Mount Lemmon Survey   |
| 771477 | 2016 GT302               | 1 aprile 2016     | Pan-STARRS            |
| 771478 | 2016 GQ305               | 10 aprile 2016    | Pan-STARRS            |
| 771479 | 2016 GA306               | 9 ottobre 2010    | Mount Lemmon Survey   |
| 771480 | 2016 GK306               | 5 aprile 2016     | Pan-STARRS            |
| 771481 | 2016 GW306               | 1 aprile 2016     | Pan-STARRS            |
| 771482 | 2016 GN307               | 12 aprile 2016    | Pan-STARRS            |
| 771483 | 2016 GU308               | 12 aprile 2016    | Pan-STARRS            |
| 771484 | 2016 GD310               | 9 novembre 2013   | Pan-STARRS            |
| 771485 | 2016 GE310               | 10 aprile 2016    | Pan-STARRS            |
| 771486 | 2016 GK312               | 3 aprile 2016     | Pan-STARRS            |
| 771487 | 2016 GL312               | 29 dicembre 2014  | Mount Lemmon Survey   |
| 771488 | 2016 GP313               | 3 aprile 2016     | Pan-STARRS            |
| 771489 | 2016 GO315               | 9 novembre 2013   | Pan-STARRS            |
| 771490 | 2016 GU317               | 20 ottobre 2007   | Mount Lemmon Survey   |
| 771491 | 2016 GE319               | 13 gennaio 2015   | Pan-STARRS            |
| 771492 | 2016 GG334               | 2 aprile 2016     | Pan-STARRS            |
| 771493 | 2016 GS334               | 5 aprile 2016     | Pan-STARRS            |
| 771494 | 2016 GX334               | 1 aprile 2016     | Mount Lemmon Survey   |
| 771495 | 2016 GC335               | 16 gennaio 2015   | Pan-STARRS            |
| 771496 | 2016 GZ340               | 8 ottobre 2007    | Mount Lemmon Survey   |
| 771497 | 2016 GM346               | 18 gennaio 2015   | Mount Lemmon Survey   |
| 771498 | 2016 GT347               | 6 ottobre 2007    | Spacewatch            |
| 771499 | 2016 GN355               | 29 dicembre 2008  | Spacewatch            |
| 771500 | 2016 GA356               | 17 novembre 2014  | Pan-STARRS            |

## 771501–771600
| Nome   | Designazione provvisoria | Data di scoperta  | Scopritore          |
| ------ | ------------------------ | ----------------- | ------------------- |
| 771501 | 2016 GQ356               | 19 gennaio 2015   | Mount Lemmon Survey |
| 771502 | 2016 HF1                 | 27 gennaio 2012   | Spacewatch          |
| 771503 | 2016 HX4                 | 4 maggio 2009     | Mount Lemmon Survey |
| 771504 | 2016 HM6                 | 11 marzo 2005     | Mount Lemmon Survey |
| 771505 | 2016 HU7                 | 28 aprile 2016    | Mount Lemmon Survey |
| 771506 | 2016 HR11                | 30 novembre 2014  | Pan-STARRS          |
| 771507 | 2016 HV16                | 31 gennaio 2009   | Spacewatch          |
| 771508 | 2016 HP17                | 21 dicembre 2014  | Pan-STARRS          |
| 771509 | 2016 HQ17                | 5 marzo 2016      | Pan-STARRS          |
| 771510 | 2016 HN20                | 5 giugno 2011     | Mount Lemmon Survey |
| 771511 | 2016 HU24                | 18 gennaio 2015   | Mount Lemmon Survey |
| 771512 | 2016 HO25                | 21 novembre 2008  | Spacewatch          |
| 771513 | 2016 HC26                | 18 ottobre 2012   | Pan-STARRS          |
| 771514 | 2016 HM29                | 16 aprile 2016    | Pan-STARRS          |
| 771515 | 2016 HN29                | 29 aprile 2016    | Mount Lemmon Survey |
| 771516 | 2016 HE30                | 16 aprile 2016    | Pan-STARRS          |
| 771517 | 2016 HN35                | 27 novembre 2013  | Mount Lemmon Survey |
| 771518 | 2016 HA38                | 25 ottobre 2013   | Mount Lemmon Survey |
| 771519 | 2016 HG38                | 28 novembre 2013  | Mount Lemmon Survey |
| 771520 | 2016 JB2                 | 13 marzo 2016     | Pan-STARRS          |
| 771521 | 2016 JW6                 | 5 aprile 2016     | Pan-STARRS          |
| 771522 | 2016 JC7                 | 29 dicembre 2014  | Pan-STARRS          |
| 771523 | 2016 JR11                | 17 marzo 2016     | Pan-STARRS          |
| 771524 | 2016 JM16                | 8 novembre 2013   | Mount Lemmon Survey |
| 771525 | 2016 JE19                | 14 marzo 2015     | Pan-STARRS          |
| 771526 | 2016 JL19                | 6 maggio 2016     | W. Bickel           |
| 771527 | 2016 JV19                | 18 marzo 2010     | Mount Lemmon Survey |
| 771528 | 2016 JJ21                | 4 novembre 2013   | Mount Lemmon Survey |
| 771529 | 2016 JX21                | 21 gennaio 2015   | Pan-STARRS          |
| 771530 | 2016 JP22                | 2 ottobre 2006    | Mount Lemmon Survey |
| 771531 | 2016 JV23                | 17 marzo 2016     | Pan-STARRS          |
| 771532 | 2016 JK24                | 3 marzo 2016      | Pan-STARRS          |
| 771533 | 2016 JE33                | 29 dicembre 2008  | Spacewatch          |
| 771534 | 2016 JH33                | 14 settembre 2013 | Mount Lemmon Survey |
| 771535 | 2016 JW36                | 3 maggio 2016     | Pan-STARRS          |
| 771536 | 2016 JM39                | 4 maggio 2016     | Pan-STARRS          |
| 771537 | 2016 JG41                | 27 giugno 2011    | Mount Lemmon Survey |
| 771538 | 2016 JZ41                | 20 dicembre 2014  | Pan-STARRS          |
| 771539 | 2016 JF42                | 9 maggio 2016     | Mount Lemmon Survey |
| 771540 | 2016 JS42                | 6 maggio 2016     | Pan-STARRS          |
| 771541 | 2016 JS43                | 6 novembre 2013   | Mount Lemmon Survey |
| 771542 | 2016 JU44                | 5 maggio 2016     | Mount Lemmon Survey |
| 771543 | 2016 JT46                | 3 maggio 2016     | Pan-STARRS          |
| 771544 | 2016 JV46                | 13 maggio 2016    | Pan-STARRS          |
| 771545 | 2016 JY49                | 3 maggio 2016     | Mount Lemmon Survey |
| 771546 | 2016 JD50                | 26 gennaio 2015   | Pan-STARRS          |
| 771547 | 2016 JO50                | 4 maggio 2016     | Pan-STARRS          |
| 771548 | 2016 JC51                | 21 gennaio 2015   | Pan-STARRS          |
| 771549 | 2016 JP52                | 10 maggio 2016    | Mount Lemmon Survey |
| 771550 | 2016 JU52                | 7 maggio 2016     | Pan-STARRS          |
| 771551 | 2016 JK54                | 1 maggio 2016     | Pan-STARRS          |
| 771552 | 2016 JQ54                | 5 maggio 2016     | Mount Lemmon Survey |
| 771553 | 2016 JY54                | 4 maggio 2016     | Pan-STARRS          |
| 771554 | 2016 JB63                | 27 gennaio 2015   | Pan-STARRS          |
| 771555 | 2016 JD73                | 27 marzo 2015     | Mount Lemmon Survey |
| 771556 | 2016 KU                  | 13 dicembre 2014  | Pan-STARRS          |
| 771557 | 2016 KE4                 | 17 maggio 2016    | Pan-STARRS          |
| 771558 | 2016 KH8                 | 16 febbraio 2015  | Pan-STARRS          |
| 771559 | 2016 KY11                | 30 maggio 2016    | Pan-STARRS          |
| 771560 | 2016 KB15                | 29 dicembre 2014  | Pan-STARRS          |
| 771561 | 2016 LW2                 | 14 maggio 2005    | Spacewatch          |
| 771562 | 2016 LX5                 | 10 aprile 2016    | Pan-STARRS          |
| 771563 | 2016 LN17                | 4 maggio 2016     | Pan-STARRS          |
| 771564 | 2016 LA23                | 17 gennaio 2015   | Pan-STARRS          |
| 771565 | 2016 LE25                | 8 ottobre 2012    | Pan-STARRS          |
| 771566 | 2016 LA27                | 22 marzo 2015     | Pan-STARRS          |
| 771567 | 2016 LQ28                | 27 novembre 2013  | Pan-STARRS          |
| 771568 | 2016 LR29                | 5 giugno 2016     | Pan-STARRS          |
| 771569 | 2016 LP30                | 24 marzo 2012     | Mount Lemmon Survey |
| 771570 | 2016 LD32                | 18 febbraio 2015  | Mount Lemmon Survey |
| 771571 | 2016 LQ35                | 27 gennaio 2012   | Mount Lemmon Survey |
| 771572 | 2016 LE36                | 3 ottobre 2013    | Pan-STARRS          |
| 771573 | 2016 LD40                | 13 agosto 2012    | Pan-STARRS          |
| 771574 | 2016 LL45                | 7 giugno 2016     | Pan-STARRS          |
| 771575 | 2016 LE46                | 17 gennaio 2016   | Pan-STARRS          |
| 771576 | 2016 LX49                | 29 marzo 2012     | Spacewatch          |
| 771577 | 2016 LG61                | 29 marzo 2015     | Pan-STARRS          |
| 771578 | 2016 LS66                | 13 gennaio 2004   | Spacewatch          |
| 771579 | 2016 LL69                | 5 giugno 2016     | Pan-STARRS          |
| 771580 | 2016 LN70                | 11 giugno 2016    | Mount Lemmon Survey |
| 771581 | 2016 LF71                | 15 settembre 2006 | Spacewatch          |
| 771582 | 2016 LS76                | 7 giugno 2016     | Pan-STARRS          |
| 771583 | 2016 LV76                | 5 giugno 2016     | Pan-STARRS          |
| 771584 | 2016 LX76                | 5 giugno 2016     | Pan-STARRS          |
| 771585 | 2016 LQ79                | 2 giugno 2016     | Mount Lemmon Survey |
| 771586 | 2016 LN80                | 13 giugno 2016    | Pan-STARRS          |
| 771587 | 2016 LQ82                | 8 giugno 2016     | Pan-STARRS          |
| 771588 | 2016 LE83                | 5 giugno 2016     | Pan-STARRS          |
| 771589 | 2016 LL83                | 5 giugno 2016     | Pan-STARRS          |
| 771590 | 2016 LO83                | 5 giugno 2016     | Pan-STARRS          |
| 771591 | 2016 LL86                | 11 giugno 2016    | Mount Lemmon Survey |
| 771592 | 2016 LH88                | 11 giugno 2016    | Mount Lemmon Survey |
| 771593 | 2016 LC95                | 3 giugno 2016     | Pan-STARRS          |
| 771594 | 2016 LQ98                | 3 giugno 2016     | Pan-STARRS          |
| 771595 | 2016 LS98                | 8 giugno 2016     | Pan-STARRS          |
| 771596 | 2016 LZ98                | 12 giugno 2016    | Mount Lemmon Survey |
| 771597 | 2016 MW1                 | 11 aprile 2016    | Pan-STARRS          |
| 771598 | 2016 NG4                 | 20 maggio 2012    | Mount Lemmon Survey |
| 771599 | 2016 NW4                 | 3 luglio 2016     | Mount Lemmon Survey |
| 771600 | 2016 NT5                 | 3 luglio 2016     | Mount Lemmon Survey |

## 771601–771700
| Nome   | Designazione provvisoria | Data di scoperta  | Scopritore          |
| ------ | ------------------------ | ----------------- | ------------------- |
| 771601 | 2016 NT6                 | 22 gennaio 2015   | Pan-STARRS          |
| 771602 | 2016 NV12                | 29 gennaio 2014   | Mount Lemmon Survey |
| 771603 | 2016 NN14                | 26 gennaio 2014   | Pan-STARRS          |
| 771604 | 2016 NP47                | 4 luglio 2016     | Pan-STARRS          |
| 771605 | 2016 NG48                | 16 dicembre 2007  | Spacewatch          |
| 771606 | 2016 NC49                | 28 novembre 2013  | Spacewatch          |
| 771607 | 2016 NU59                | 1 maggio 2011     | Pan-STARRS          |
| 771608 | 2016 NJ62                | 28 ottobre 2005   | Spacewatch          |
| 771609 | 2016 NU66                | 13 dicembre 2006  | Mount Lemmon Survey |
| 771610 | 2016 NC70                | 8 febbraio 2008   | Mount Lemmon Survey |
| 771611 | 2016 NZ72                | 26 ottobre 2013   | Mount Lemmon Survey |
| 771612 | 2016 NF73                | 14 luglio 2016    | Pan-STARRS          |
| 771613 | 2016 NJ73                | 14 ottobre 2009   | Mount Lemmon Survey |
| 771614 | 2016 NP73                | 15 settembre 2006 | Spacewatch          |
| 771615 | 2016 NB76                | 27 febbraio 2004  | DES                 |
| 771616 | 2016 NE81                | 7 luglio 2016     | Pan-STARRS          |
| 771617 | 2016 NV86                | 12 luglio 2016    | Pan-STARRS          |
| 771618 | 2016 NR88                | 11 gennaio 2008   | Spacewatch          |
| 771619 | 2016 NL89                | 24 gennaio 2014   | Pan-STARRS          |
| 771620 | 2016 NA92                | 10 luglio 2016    | Mount Lemmon Survey |
| 771621 | 2016 NE92                | 25 novembre 2005  | CSS                 |
| 771622 | 2016 NK92                | 4 luglio 2016     | Spacewatch          |
| 771623 | 2016 NP94                | 4 luglio 2016     | Pan-STARRS          |
| 771624 | 2016 NV103               | 5 luglio 2016     | Mount Lemmon Survey |
| 771625 | 2016 NU109               | 14 luglio 2016    | Pan-STARRS          |
| 771626 | 2016 NE111               | 5 luglio 2016     | Pan-STARRS          |
| 771627 | 2016 NV113               | 7 luglio 2016     | Mount Lemmon Survey |
| 771628 | 2016 NG115               | 13 luglio 2016    | Mount Lemmon Survey |
| 771629 | 2016 NS119               | 8 luglio 2016     | Pan-STARRS          |
| 771630 | 2016 NU120               | 12 luglio 2016    | Pan-STARRS          |
| 771631 | 2016 NJ121               | 14 luglio 2016    | Pan-STARRS          |
| 771632 | 2016 NK123               | 13 luglio 2016    | Pan-STARRS          |
| 771633 | 2016 NP123               | 5 luglio 2016     | Pan-STARRS          |
| 771634 | 2016 NB125               | 7 luglio 2016     | Pan-STARRS          |
| 771635 | 2016 NW129               | 11 luglio 2016    | Pan-STARRS          |
| 771636 | 2016 NH142               | 5 luglio 2016     | Mount Lemmon Survey |
| 771637 | 2016 NH143               | 14 luglio 2016    | Pan-STARRS          |
| 771638 | 2016 NN145               | 14 luglio 2016    | Pan-STARRS          |
| 771639 | 2016 NL147               | 4 luglio 2016     | Pan-STARRS          |
| 771640 | 2016 NH152               | 14 luglio 2016    | Pan-STARRS          |
| 771641 | 2016 NZ168               | 9 luglio 2016     | Pan-STARRS          |
| 771642 | 2016 NQ172               | 11 luglio 2016    | Pan-STARRS          |
| 771643 | 2016 NC173               | 12 luglio 2016    | Pan-STARRS          |
| 771644 | 2016 NQ182               | 22 gennaio 2015   | Pan-STARRS          |
| 771645 | 2016 OU1                 | 1 novembre 2005   | Mount Lemmon Survey |
| 771646 | 2016 OK4                 | 14 aprile 2015    | Mount Lemmon Survey |
| 771647 | 2016 OV13                | 30 luglio 2016    | Pan-STARRS          |
| 771648 | 2016 PX5                 | 17 settembre 1998 | Spacewatch          |
| 771649 | 2016 PX19                | 16 agosto 2012    | Pan-STARRS          |
| 771650 | 2016 PZ19                | 22 gennaio 2015   | Pan-STARRS          |
| 771651 | 2016 PH22                | 1 agosto 2016     | Pan-STARRS          |
| 771652 | 2016 PC28                | 16 febbraio 2015  | Pan-STARRS          |
| 771653 | 2016 PR32                | 6 agosto 2016     | Pan-STARRS          |
| 771654 | 2016 PV33                | 16 marzo 2009     | Spacewatch          |
| 771655 | 2016 PD38                | 13 luglio 2016    | Mount Lemmon Survey |
| 771656 | 2016 PH40                | 1 aprile 2013     | Pan-STARRS          |
| 771657 | 2016 PT42                | 29 agosto 2009    | Spacewatch          |
| 771658 | 2016 PJ43                | 20 aprile 2015    | Pan-STARRS          |
| 771659 | 2016 PG44                | 1 marzo 2009      | Spacewatch          |
| 771660 | 2016 PP46                | 8 ottobre 2008    | Mount Lemmon Survey |
| 771661 | 2016 PG48                | 9 ottobre 2013    | Mount Lemmon Survey |
| 771662 | 2016 PP52                | 27 aprile 2012    | Pan-STARRS          |
| 771663 | 2016 PV52                | 10 febbraio 2014  | Mount Lemmon Survey |
| 771664 | 2016 PU53                | 12 ottobre 2010   | Spacewatch          |
| 771665 | 2016 PN54                | 11 marzo 2014     | Mount Lemmon Survey |
| 771666 | 2016 PW60                | 24 settembre 2012 | Spacewatch          |
| 771667 | 2016 PQ61                | 23 ottobre 2013   | Mount Lemmon Survey |
| 771668 | 2016 PQ62                | 18 ottobre 2009   | Spacewatch          |
| 771669 | 2016 PP63                | 27 aprile 2012    | Pan-STARRS          |
| 771670 | 2016 PO69                | 27 novembre 2013  | Pan-STARRS          |
| 771671 | 2016 PZ74                | 5 febbraio 2011   | Pan-STARRS          |
| 771672 | 2016 PS82                | 16 settembre 2009 | Spacewatch          |
| 771673 | 2016 PM85                | 3 agosto 2016     | Pan-STARRS          |
| 771674 | 2016 PQ91                | 14 dicembre 2013  | Mount Lemmon Survey |
| 771675 | 2016 PA92                | 25 settembre 2011 | Pan-STARRS          |
| 771676 | 2016 PV93                | 3 agosto 2016     | Pan-STARRS          |
| 771677 | 2016 PK94                | 10 agosto 2016    | Pan-STARRS          |
| 771678 | 2016 PF99                | 19 settembre 2009 | Mount Lemmon Survey |
| 771679 | 2016 PP100               | 20 maggio 2015    | Pan-STARRS          |
| 771680 | 2016 PP103               | 16 febbraio 2010  | Spacewatch          |
| 771681 | 2016 PB104               | 23 gennaio 2011   | Mount Lemmon Survey |
| 771682 | 2016 PH106               | 4 novembre 2004   | Spacewatch          |
| 771683 | 2016 PL111               | 2 agosto 2016     | Pan-STARRS          |
| 771684 | 2016 PW112               | 2 agosto 2016     | Pan-STARRS          |
| 771685 | 2016 PU118               | 19 settembre 1998 | SDSS Collaboration  |
| 771686 | 2016 PE119               | 11 luglio 2016    | Pan-STARRS          |
| 771687 | 2016 PP119               | 26 ottobre 2013   | Spacewatch          |
| 771688 | 2016 PX119               | 22 ottobre 2011   | Mount Lemmon Survey |
| 771689 | 2016 PN122               | 1 febbraio 2011   | Spacewatch          |
| 771690 | 2016 PG124               | 19 febbraio 2014  | Mount Lemmon Survey |
| 771691 | 2016 PF128               | 9 ottobre 2007    | Spacewatch          |
| 771692 | 2016 PC131               | 3 agosto 2016     | Pan-STARRS          |
| 771693 | 2016 PF141               | 29 agosto 2016    | Mount Lemmon Survey |
| 771694 | 2016 PU147               | 25 ottobre 2009   | Spacewatch          |
| 771695 | 2016 PM148               | 8 agosto 2016     | Pan-STARRS          |
| 771696 | 2016 PT150               | 14 agosto 2016    | Pan-STARRS          |
| 771697 | 2016 PL151               | 1 agosto 2016     | Pan-STARRS          |
| 771698 | 2016 PM153               | 10 agosto 2016    | Pan-STARRS          |
| 771699 | 2016 PS153               | 2 agosto 2016     | Pan-STARRS          |
| 771700 | 2016 PN154               | 1 agosto 2016     | Pan-STARRS          |

## 771701–771800
| Nome   | Designazione provvisoria | Data di scoperta  | Scopritore            |
| ------ | ------------------------ | ----------------- | --------------------- |
| 771701 | 2016 PG155               | 10 agosto 2016    | Pan-STARRS            |
| 771702 | 2016 PN155               | 2 agosto 2016     | Pan-STARRS            |
| 771703 | 2016 PG157               | 2 agosto 2016     | Pan-STARRS            |
| 771704 | 2016 PQ158               | 10 agosto 2016    | Pan-STARRS            |
| 771705 | 2016 PM165               | 3 agosto 2016     | Pan-STARRS            |
| 771706 | 2016 PV167               | 8 agosto 2016     | Pan-STARRS            |
| 771707 | 2016 PE174               | 2 agosto 2016     | Pan-STARRS            |
| 771708 | 2016 PY175               | 14 agosto 2016    | Pan-STARRS            |
| 771709 | 2016 PM177               | 3 agosto 2016     | Pan-STARRS            |
| 771710 | 2016 PE180               | 1 agosto 2016     | Pan-STARRS            |
| 771711 | 2016 PF183               | 11 agosto 2016    | Pan-STARRS            |
| 771712 | 2016 PM184               | 10 agosto 2016    | Pan-STARRS            |
| 771713 | 2016 PQ184               | 2 agosto 2016     | Pan-STARRS            |
| 771714 | 2016 PO186               | 14 agosto 2016    | Pan-STARRS            |
| 771715 | 2016 PM188               | 8 agosto 2016     | Pan-STARRS            |
| 771716 | 2016 PH202               | 16 settembre 2017 | Pan-STARRS            |
| 771717 | 2016 PT209               | 8 agosto 2016     | Pan-STARRS            |
| 771718 | 2016 PD236               | 3 agosto 2016     | Pan-STARRS            |
| 771719 | 2016 PJ239               | 8 agosto 2016     | Pan-STARRS            |
| 771720 | 2016 PA243               | 10 gennaio 2008   | Mount Lemmon Survey   |
| 771721 | 2016 PH252               | 9 agosto 2016     | Pan-STARRS            |
| 771722 | 2016 PY257               | 7 aprile 2014     | Mount Lemmon Survey   |
| 771723 | 2016 PO259               | 6 agosto 2016     | Pan-STARRS            |
| 771724 | 2016 PF260               | 3 agosto 2016     | Pan-STARRS            |
| 771725 | 2016 PY260               | 10 agosto 2016    | Pan-STARRS            |
| 771726 | 2016 PS263               | 9 agosto 2016     | Pan-STARRS            |
| 771727 | 2016 PO265               | 3 agosto 2016     | Pan-STARRS            |
| 771728 | 2016 PD274               | 9 novembre 2013   | Mount Lemmon Survey   |
| 771729 | 2016 QM4                 | 10 febbraio 2008  | Mount Lemmon Survey   |
| 771730 | 2016 QK5                 | 22 gennaio 2015   | Pan-STARRS            |
| 771731 | 2016 QT5                 | 12 luglio 2005    | Mount Lemmon Survey   |
| 771732 | 2016 QA22                | 25 gennaio 2014   | Pan-STARRS            |
| 771733 | 2016 QM42                | 29 gennaio 2014   | Spacewatch            |
| 771734 | 2016 QL43                | 8 ottobre 2012    | Mount Lemmon Survey   |
| 771735 | 2016 QQ50                | 12 gennaio 2011   | Mount Lemmon Survey   |
| 771736 | 2016 QY51                | 12 febbraio 2008  | Mount Lemmon Survey   |
| 771737 | 2016 QV72                | 13 ottobre 2001   | LINEAR                |
| 771738 | 2016 QL73                | 29 agosto 2016    | Mount Lemmon Survey   |
| 771739 | 2016 QS82                | 31 agosto 2016    | D. Rankin             |
| 771740 | 2016 QV89                | 25 agosto 2016    | CTIO-DECam            |
| 771741 | 2016 QN94                | 10 giugno 2015    | Pan-STARRS            |
| 771742 | 2016 QH96                | 24 agosto 2016    | PMO NEO               |
| 771743 | 2016 QB105               | 28 agosto 2016    | Mount Lemmon Survey   |
| 771744 | 2016 QP107               | 29 agosto 2016    | Mount Lemmon Survey   |
| 771745 | 2016 QF111               | 30 agosto 2016    | Pan-STARRS            |
| 771746 | 2016 QN111               | 28 agosto 2016    | Mount Lemmon Survey   |
| 771747 | 2016 QX113               | 30 agosto 2016    | Mount Lemmon Survey   |
| 771748 | 2016 QG114               | 30 agosto 2016    | Pan-STARRS            |
| 771749 | 2016 QX116               | 30 agosto 2016    | Pan-STARRS            |
| 771750 | 2016 QB119               | 29 agosto 2016    | Mount Lemmon Survey   |
| 771751 | 2016 QK119               | 26 agosto 2016    | Pan-STARRS            |
| 771752 | 2016 QS120               | 27 agosto 2016    | Pan-STARRS            |
| 771753 | 2016 QQ126               | 27 agosto 2016    | Pan-STARRS            |
| 771754 | 2016 QR129               | 30 agosto 2016    | Mount Lemmon Survey   |
| 771755 | 2016 QD143               | 26 agosto 2016    | Pan-STARRS            |
| 771756 | 2016 QF146               | 26 agosto 2016    | Pan-STARRS            |
| 771757 | 2016 RK2                 | 11 gennaio 2008   | Spacewatch            |
| 771758 | 2016 RX14                | 28 marzo 2015     | Pan-STARRS            |
| 771759 | 2016 RS25                | 1 gennaio 2014    | Mount Lemmon Survey   |
| 771760 | 2016 RW26                | 8 settembre 2016  | Pan-STARRS            |
| 771761 | 2016 RM37                | 30 settembre 2005 | Mount Lemmon Survey   |
| 771762 | 2016 RB38                | 26 febbraio 2014  | Pan-STARRS            |
| 771763 | 2016 RO41                | 27 ottobre 2005   | Mount Lemmon Survey   |
| 771764 | 2016 RL46                | 22 ottobre 2012   | Pan-STARRS            |
| 771765 | 2016 RV46                | 16 novembre 2001  | Spacewatch            |
| 771766 | 2016 RL48                | 8 settembre 2016  | Pan-STARRS            |
| 771767 | 2016 RG56                | 12 settembre 2016 | Pan-STARRS            |
| 771768 | 2016 RE60                | 5 settembre 2016  | Mount Lemmon Survey   |
| 771769 | 2016 RR60                | 11 settembre 2016 | Mount Lemmon Survey   |
| 771770 | 2016 RX61                | 10 settembre 2016 | Mount Lemmon Survey   |
| 771771 | 2016 RQ63                | 12 settembre 2016 | Mount Lemmon Survey   |
| 771772 | 2016 RF65                | 17 novembre 2007  | Spacewatch            |
| 771773 | 2016 RQ69                | 6 settembre 2016  | Mount Lemmon Survey   |
| 771774 | 2016 RE71                | 10 settembre 2016 | Mount Lemmon Survey   |
| 771775 | 2016 RC95                | 12 settembre 2016 | Mount Lemmon Survey   |
| 771776 | 2016 SU8                 | 17 dicembre 2009  | Spacewatch            |
| 771777 | 2016 SW13                | 12 luglio 2005    | Mount Lemmon Survey   |
| 771778 | 2016 SA18                | 12 settembre 2016 | Pan-STARRS            |
| 771779 | 2016 SJ22                | 2 agosto 2016     | Pan-STARRS            |
| 771780 | 2016 SP23                | 24 ottobre 2011   | Pan-STARRS            |
| 771781 | 2016 SP24                | 27 agosto 2006    | Spacewatch            |
| 771782 | 2016 SV26                | 2 gennaio 2014    | Spacewatch            |
| 771783 | 2016 SM31                | 30 ottobre 2005   | CSS                   |
| 771784 | 2016 SA34                | 9 luglio 2005     | Spacewatch            |
| 771785 | 2016 SU38                | 22 aprile 2009    | Mount Lemmon Survey   |
| 771786 | 2016 SW46                | 2 aprile 2005     | Spacewatch            |
| 771787 | 2016 SR64                | 26 settembre 2016 | Mount Lemmon Survey   |
| 771788 | 2016 SU72                | 26 settembre 2016 | Pan-STARRS            |
| 771789 | 2016 SV73                | 27 settembre 2016 | Pan-STARRS            |
| 771790 | 2016 SU75                | 27 settembre 2016 | Pan-STARRS            |
| 771791 | 2016 SW81                | 22 settembre 2016 | M. Altmann, T. Prusti |
| 771792 | 2016 SV89                | 26 settembre 2016 | Pan-STARRS            |
| 771793 | 2016 SW90                | 26 settembre 2016 | Pan-STARRS            |
| 771794 | 2016 SX90                | 27 settembre 2016 | Pan-STARRS            |
| 771795 | 2016 SE97                | 30 settembre 2016 | Pan-STARRS            |
| 771796 | 2016 SF98                | 25 settembre 2016 | Mount Lemmon Survey   |
| 771797 | 2016 SF106               | 27 settembre 2016 | Pan-STARRS            |
| 771798 | 2016 SV116               | 26 settembre 2016 | Mount Lemmon Survey   |
| 771799 | 2016 ST120               | 25 settembre 2016 | Mount Lemmon Survey   |
| 771800 | 2016 TU38                | 13 agosto 2012    | Pan-STARRS            |

## 771801–771900
| Nome   | Designazione provvisoria | Data di scoperta  | Scopritore          |
| ------ | ------------------------ | ----------------- | ------------------- |
| 771801 | 2016 TD41                | 7 ottobre 2005    | Mount Lemmon Survey |
| 771802 | 2016 TO54                | 21 settembre 2012 | Mount Lemmon Survey |
| 771803 | 2016 TU54                | 13 aprile 2015    | Pan-STARRS          |
| 771804 | 2016 TV56                | 18 maggio 2012    | Mount Lemmon Survey |
| 771805 | 2016 TO74                | 2 agosto 2003     | AMOS                |
| 771806 | 2016 TH78                | 30 settembre 1997 | Spacewatch          |
| 771807 | 2016 TN82                | 10 ottobre 2016   | Mount Lemmon Survey |
| 771808 | 2016 TD98                | 30 dicembre 2013  | Mount Lemmon Survey |
| 771809 | 2016 TS98                | 23 dicembre 2012  | Pan-STARRS          |
| 771810 | 2016 TA101               | 5 ottobre 2016    | Mount Lemmon Survey |
| 771811 | 2016 TS120               | 18 ottobre 2011   | Mount Lemmon Survey |
| 771812 | 2016 TB123               | 7 ottobre 2016    | Pan-STARRS          |
| 771813 | 2016 TB126               | 12 ottobre 2016   | Pan-STARRS          |
| 771814 | 2016 TH129               | 12 ottobre 2016   | Pan-STARRS          |
| 771815 | 2016 TA135               | 7 ottobre 2016    | Pan-STARRS          |
| 771816 | 2016 TC141               | 1 ottobre 2016    | Mount Lemmon Survey |
| 771817 | 2016 TO145               | 9 ottobre 2016    | Mount Lemmon Survey |
| 771818 | 2016 TL148               | 7 ottobre 2016    | Pan-STARRS          |
| 771819 | 2016 TL151               | 12 ottobre 2016   | Pan-STARRS          |
| 771820 | 2016 TQ152               | 10 ottobre 2016   | Mount Lemmon Survey |
| 771821 | 2016 TX168               | 10 ottobre 2016   | Pan-STARRS          |
| 771822 | 2016 TG169               | 6 ottobre 2016    | Pan-STARRS          |
| 771823 | 2016 TN170               | 11 ottobre 2016   | Mount Lemmon Survey |
| 771824 | 2016 TH171               | 13 ottobre 2016   | Mount Lemmon Survey |
| 771825 | 2016 TX177               | 8 maggio 2014     | Pan-STARRS          |
| 771826 | 2016 TX181               | 6 ottobre 2016    | Pan-STARRS          |
| 771827 | 2016 TP197               | 12 ottobre 2016   | Pan-STARRS          |
| 771828 | 2016 UH5                 | 24 dicembre 2014  | Mount Lemmon Survey |
| 771829 | 2016 UK11                | 10 agosto 2016    | Pan-STARRS          |
| 771830 | 2016 UZ12                | 14 agosto 2012    | Pan-STARRS          |
| 771831 | 2016 UX49                | 18 novembre 2007  | Mount Lemmon Survey |
| 771832 | 2016 UO54                | 23 aprile 2014    | CTIO-DECam          |
| 771833 | 2016 UK73                | 18 ottobre 1995   | Spacewatch          |
| 771834 | 2016 UC89                | 2 settembre 2011  | Pan-STARRS          |
| 771835 | 2016 UJ108               | 17 settembre 2003 | Spacewatch          |
| 771836 | 2016 UF116               | 16 gennaio 2013   | Mount Lemmon Survey |
| 771837 | 2016 UE124               | 3 maggio 2014     | Mount Lemmon Survey |
| 771838 | 2016 UG141               | 9 ottobre 2016    | Pan-STARRS          |
| 771839 | 2016 UV146               | 29 luglio 2009    | Spacewatch          |
| 771840 | 2016 US150               | 25 ottobre 2016   | Pan-STARRS          |
| 771841 | 2016 UK151               | 23 ottobre 2016   | Mount Lemmon Survey |
| 771842 | 2016 UU155               | 25 ottobre 2016   | Pan-STARRS          |
| 771843 | 2016 UU218               | 26 giugno 2015    | Pan-STARRS          |
| 771844 | 2016 US247               | 26 ottobre 2016   | Spacewatch          |
| 771845 | 2016 UG251               | 31 ottobre 2016   | Mount Lemmon Survey |
| 771846 | 2016 UX260               | 28 febbraio 2014  | Pan-STARRS          |
| 771847 | 2016 UF262               | 21 ottobre 2016   | Mount Lemmon Survey |
| 771848 | 2016 UN265               | 21 ottobre 2016   | Mount Lemmon Survey |
| 771849 | 2016 UA266               | 28 ottobre 2016   | Pan-STARRS          |
| 771850 | 2016 UA267               | 26 settembre 2011 | Pan-STARRS          |
| 771851 | 2016 UY267               | 25 ottobre 2016   | Pan-STARRS          |
| 771852 | 2016 UN269               | 26 ottobre 2016   | Mount Lemmon Survey |
| 771853 | 2016 UF272               | 25 ottobre 2016   | Pan-STARRS          |
| 771854 | 2016 UJ280               | 10 ottobre 2016   | Mount Lemmon Survey |
| 771855 | 2016 UF282               | 28 ottobre 2016   | Pan-STARRS          |
| 771856 | 2016 UW282               | 29 ottobre 2016   | Mount Lemmon Survey |
| 771857 | 2016 VP14                | 8 novembre 2016   | Mount Lemmon Survey |
| 771858 | 2016 VP16                | 29 ottobre 2016   | Mount Lemmon Survey |
| 771859 | 2016 VK20                | 6 marzo 2013      | Pan-STARRS          |
| 771860 | 2016 VF22                | 10 novembre 2016  | Pan-STARRS          |
| 771861 | 2016 VF25                | 8 ottobre 2007    | CSS                 |
| 771862 | 2016 VS28                | 6 novembre 2016   | Pan-STARRS          |
| 771863 | 2016 VR32                | 8 novembre 2016   | Pan-STARRS          |
| 771864 | 2016 VX37                | 3 novembre 2016   | Pan-STARRS          |
| 771865 | 2016 VA42                | 5 novembre 2016   | Pan-STARRS          |
| 771866 | 2016 VD43                | 10 novembre 2016  | Mount Lemmon Survey |
| 771867 | 2016 VP43                | 10 novembre 2016  | Pan-STARRS          |
| 771868 | 2016 VQ43                | 10 novembre 2016  | Pan-STARRS          |
| 771869 | 2016 VM47                | 4 novembre 2016   | Pan-STARRS          |
| 771870 | 2016 VC49                | 11 novembre 2016  | Mount Lemmon Survey |
| 771871 | 2016 WN16                | 2 ottobre 1999    | Spacewatch          |
| 771872 | 2016 WF18                | 25 novembre 2005  | Mount Lemmon Survey |
| 771873 | 2016 WY21                | 11 dicembre 2013  | Pan-STARRS          |
| 771874 | 2016 WX27                | 22 settembre 2008 | Mount Lemmon Survey |
| 771875 | 2016 WD29                | 18 luglio 2001    | Spacewatch          |
| 771876 | 2016 WU32                | 23 settembre 2011 | Pan-STARRS          |
| 771877 | 2016 WK40                | 10 novembre 2010  | Mount Lemmon Survey |
| 771878 | 2016 WB47                | 27 gennaio 2006   | Spacewatch          |
| 771879 | 2016 WA48                | 31 ottobre 2006   | Mount Lemmon Survey |
| 771880 | 2016 WA50                | 16 marzo 2015     | Pan-STARRS          |
| 771881 | 2016 WZ55                | 12 ottobre 2009   | Mount Lemmon Survey |
| 771882 | 2016 WD60                | 20 novembre 2016  | Mount Lemmon Survey |
| 771883 | 2016 WT61                | 27 novembre 2016  | Pan-STARRS          |
| 771884 | 2016 WV66                | 26 novembre 2016  | Mount Lemmon Survey |
| 771885 | 2016 WA69                | 20 novembre 2016  | Mount Lemmon Survey |
| 771886 | 2016 WA70                | 23 novembre 2016  | Mount Lemmon Survey |
| 771887 | 2016 WJ70                | 28 novembre 2016  | Pan-STARRS          |
| 771888 | 2016 WZ71                | 23 novembre 2016  | Mount Lemmon Survey |
| 771889 | 2016 XT3                 | 11 novembre 2016  | Mount Lemmon Survey |
| 771890 | 2016 XB8                 | 24 luglio 2015    | Pan-STARRS          |
| 771891 | 2016 XN19                | 18 maggio 2015    | Pan-STARRS          |
| 771892 | 2016 XA23                | 22 dicembre 2008  | Spacewatch          |
| 771893 | 2016 XO23                | 8 dicembre 2016   | Mount Lemmon Survey |
| 771894 | 2016 XS24                | 23 agosto 2011    | Pan-STARRS          |
| 771895 | 2016 XB26                | 9 dicembre 2016   | Mount Lemmon Survey |
| 771896 | 2016 XZ26                | 5 dicembre 2016   | Mount Lemmon Survey |
| 771897 | 2016 XR29                | 5 dicembre 2016   | Mount Lemmon Survey |
| 771898 | 2016 XF31                | 4 dicembre 2016   | Mount Lemmon Survey |
| 771899 | 2016 XV31                | 5 dicembre 2016   | Mount Lemmon Survey |
| 771900 | 2016 XZ31                | 4 dicembre 2016   | Mount Lemmon Survey |

## 771901–772000
| Nome   | Designazione provvisoria | Data di scoperta  | Scopritore                   |
| ------ | ------------------------ | ----------------- | ---------------------------- |
| 771901 | 2016 XV34                | 4 dicembre 2016   | Spacewatch                   |
| 771902 | 2016 XM38                | 5 dicembre 2016   | Mount Lemmon Survey          |
| 771903 | 2016 YW1                 | 28 maggio 2014    | Pan-STARRS                   |
| 771904 | 2016 YA4                 | 6 giugno 2010     | Spacewatch                   |
| 771905 | 2016 YL12                | 23 dicembre 2016  | Pan-STARRS                   |
| 771906 | 2016 YJ14                | 12 ottobre 2015   | Pan-STARRS                   |
| 771907 | 2016 YR16                | 24 dicembre 2016  | Pan-STARRS                   |
| 771908 | 2016 YX16                | 23 dicembre 2016  | Pan-STARRS                   |
| 771909 | 2016 YA17                | 25 novembre 2016  | Mount Lemmon Survey          |
| 771910 | 2016 YM19                | 12 gennaio 2016   | Pan-STARRS                   |
| 771911 | 2016 YQ23                | 22 dicembre 2016  | Pan-STARRS                   |
| 771912 | 2016 YU27                | 25 dicembre 2016  | Pan-STARRS                   |
| 771913 | 2016 YO28                | 22 dicembre 2016  | Pan-STARRS                   |
| 771914 | 2016 YD36                | 29 dicembre 2016  | D. Rankin                    |
| 771915 | 2017 AW1                 | 25 marzo 2009     | Mount Lemmon Survey          |
| 771916 | 2017 AO7                 | 1 luglio 2014     | Pan-STARRS                   |
| 771917 | 2017 AU7                 | 2 gennaio 2017    | Pan-STARRS                   |
| 771918 | 2017 AZ7                 | 2 gennaio 2017    | Pan-STARRS                   |
| 771919 | 2017 AS11                | 12 settembre 2005 | Spacewatch                   |
| 771920 | 2017 AO17                | 26 novembre 2012  | Mount Lemmon Survey          |
| 771921 | 2017 AK19                | 10 gennaio 2017   | Pan-STARRS                   |
| 771922 | 2017 AX22                | 1 settembre 2014  | Mount Lemmon Survey          |
| 771923 | 2017 AY23                | 13 febbraio 2013  | Pan-STARRS                   |
| 771924 | 2017 AA24                | 6 maggio 2014     | Pan-STARRS                   |
| 771925 | 2017 AL27                | 4 gennaio 2017    | Pan-STARRS                   |
| 771926 | 2017 AF28                | 24 marzo 2013     | Mount Lemmon Survey          |
| 771927 | 2017 AT28                | 4 gennaio 2017    | Pan-STARRS                   |
| 771928 | 2017 AZ29                | 2 gennaio 2017    | Pan-STARRS                   |
| 771929 | 2017 AC30                | 3 gennaio 2017    | Pan-STARRS                   |
| 771930 | 2017 AM30                | 3 gennaio 2017    | Pan-STARRS                   |
| 771931 | 2017 AD31                | 2 gennaio 2017    | Pan-STARRS                   |
| 771932 | 2017 AH31                | 4 gennaio 2017    | Pan-STARRS                   |
| 771933 | 2017 AP31                | 10 dicembre 2016  | Spacewatch                   |
| 771934 | 2017 AA33                | 2 gennaio 2017    | Pan-STARRS                   |
| 771935 | 2017 AF34                | 5 gennaio 2017    | Mount Lemmon Survey          |
| 771936 | 2017 AH34                | 4 gennaio 2017    | Pan-STARRS                   |
| 771937 | 2017 AZ37                | 9 gennaio 2017    | Spacewatch                   |
| 771938 | 2017 AS39                | 8 gennaio 2017    | Mount Lemmon Survey          |
| 771939 | 2017 AH40                | 9 gennaio 2017    | Mount Lemmon Survey          |
| 771940 | 2017 AQ40                | 4 gennaio 2017    | Pan-STARRS                   |
| 771941 | 2017 AB45                | 5 gennaio 2017    | Mount Lemmon Survey          |
| 771942 | 2017 AX52                | 4 gennaio 2017    | Pan-STARRS                   |
| 771943 | 2017 BS1                 | 22 gennaio 2004   | LINEAR                       |
| 771944 | 2017 BB10                | 1 ottobre 2003    | Spacewatch                   |
| 771945 | 2017 BC12                | 18 dicembre 2007  | Mount Lemmon Survey          |
| 771946 | 2017 BN14                | 10 febbraio 2013  | M. Schwartz, P. R. Holvorcem |
| 771947 | 2017 BR14                | 14 febbraio 2009  | Spacewatch                   |
| 771948 | 2017 BZ14                | 30 luglio 2014    | Pan-STARRS                   |
| 771949 | 2017 BQ17                | 14 febbraio 2002  | Spacewatch                   |
| 771950 | 2017 BF19                | 5 ottobre 2015    | Pan-STARRS                   |
| 771951 | 2017 BS19                | 19 settembre 2001 | Spacewatch                   |
| 771952 | 2017 BO27                | 8 febbraio 2008   | Mount Lemmon Survey          |
| 771953 | 2017 BU27                | 21 ottobre 2006   | Mount Lemmon Survey          |
| 771954 | 2017 BR28                | 27 novembre 2011  | Mount Lemmon Survey          |
| 771955 | 2017 BV29                | 26 gennaio 2017   | Mount Lemmon Survey          |
| 771956 | 2017 BC33                | 9 gennaio 2013    | Spacewatch                   |
| 771957 | 2017 BF36                | 10 settembre 2007 | Mount Lemmon Survey          |
| 771958 | 2017 BG37                | 12 marzo 2013     | Mount Lemmon Survey          |
| 771959 | 2017 BY38                | 4 settembre 2007  | Mount Lemmon Survey          |
| 771960 | 2017 BT39                | 9 gennaio 2017    | Mount Lemmon Survey          |
| 771961 | 2017 BE42                | 1 novembre 2007   | Spacewatch                   |
| 771962 | 2017 BJ46                | 17 dicembre 2007  | Mount Lemmon Survey          |
| 771963 | 2017 BU49                | 1 marzo 2009      | Spacewatch                   |
| 771964 | 2017 BL51                | 12 febbraio 2004  | Spacewatch                   |
| 771965 | 2017 BZ51                | 17 novembre 2007  | Spacewatch                   |
| 771966 | 2017 BY53                | 23 dicembre 2016  | Pan-STARRS                   |
| 771967 | 2017 BT54                | 16 maggio 2009    | Mount Lemmon Survey          |
| 771968 | 2017 BG57                | 20 novembre 2003  | Spacewatch                   |
| 771969 | 2017 BV58                | 15 febbraio 2013  | Pan-STARRS                   |
| 771970 | 2017 BQ59                | 6 marzo 2013      | Pan-STARRS                   |
| 771971 | 2017 BD60                | 13 marzo 2008     | Mount Lemmon Survey          |
| 771972 | 2017 BT61                | 23 dicembre 2012  | Pan-STARRS                   |
| 771973 | 2017 BZ63                | 4 dicembre 2016   | Mount Lemmon Survey          |
| 771974 | 2017 BS66                | 10 ottobre 2015   | Pan-STARRS                   |
| 771975 | 2017 BU66                | 3 novembre 2015   | Mount Lemmon Survey          |
| 771976 | 2017 BU69                | 5 febbraio 2013   | Spacewatch                   |
| 771977 | 2017 BL72                | 23 settembre 2011 | Pan-STARRS                   |
| 771978 | 2017 BD73                | 26 ottobre 2011   | Pan-STARRS                   |
| 771979 | 2017 BB75                | 26 ottobre 2011   | Pan-STARRS                   |
| 771980 | 2017 BX78                | 26 febbraio 2008  | Mount Lemmon Survey          |
| 771981 | 2017 BZ78                | 19 marzo 2013     | Pan-STARRS                   |
| 771982 | 2017 BX82                | 27 gennaio 2017   | Pan-STARRS                   |
| 771983 | 2017 BS85                | 21 febbraio 2012  | Spacewatch                   |
| 771984 | 2017 BY85                | 20 agosto 2001    | Cerro Tololo Obs.            |
| 771985 | 2017 BF91                | 8 novembre 2016   | Pan-STARRS                   |
| 771986 | 2017 BL96                | 8 marzo 2013      | Pan-STARRS                   |
| 771987 | 2017 BM96                | 8 settembre 2015  | Pan-STARRS                   |
| 771988 | 2017 BR97                | 7 gennaio 2017    | Mount Lemmon Survey          |
| 771989 | 2017 BQ98                | 14 luglio 2015    | Pan-STARRS                   |
| 771990 | 2017 BW99                | 18 novembre 2007  | Mount Lemmon Survey          |
| 771991 | 2017 BY99                | 10 aprile 2013    | Pan-STARRS                   |
| 771992 | 2017 BW101               | 18 novembre 2015  | Pan-STARRS                   |
| 771993 | 2017 BK102               | 12 aprile 2013    | Pan-STARRS                   |
| 771994 | 2017 BW102               | 12 novembre 2015  | Mount Lemmon Survey          |
| 771995 | 2017 BE103               | 30 ottobre 2007   | Spacewatch                   |
| 771996 | 2017 BV103               | 30 novembre 2003  | Spacewatch                   |
| 771997 | 2017 BD104               | 26 ottobre 2011   | Pan-STARRS                   |
| 771998 | 2017 BJ107               | 20 febbraio 2006  | Spacewatch                   |
| 771999 | 2017 BJ109               | 20 gennaio 2017   | Pan-STARRS                   |
| 772000 | 2017 BP113               | 27 luglio 2015    | Pan-STARRS                   |